# Кабинет Эрикссон
Кабинет Эриксон (швед. Regeringen Eriksson) — 11-й кабинет министров Аландских островов, который возглавляла Вивека Эрикссон.
Назначенный в 2007 году на пост министра связи и инфраструктуры Рунэр Карлссон (Аландский центр) в 2009 году был заменён на Веронику Тернрус.
| Должность                                      | Министр                         | Фото | Партийная принадлежность     | Пребывание в должности  |
| ---------------------------------------------- | ------------------------------- | ---- | ---------------------------- | ----------------------- |
| Премьер-министр                                | Эрикссон, Вивека                |      | Аландская либеральная партия | 2007 — 2011             |
| Вице-премьер и Министр образования и культуры  | Бритт Лундберг                  |      | Аландский центр              | 2007 — 2011             |
| Министр финансов                               | Матс Перема                     |      | Аландская либеральная партия | 2007 — 2011             |
| Министр социальных вопросов и окружающей среды | Катрин Шёгрен                   |      | Аландская либеральная партия | 2007 — 2011             |
| Министр администрации                          | Рогер Эрикссон                  |      | Аландская либеральная партия | 2007 — 2011             |
| Министр промышленности и торговли              | Ян-Эрик Маттссон                |      | Аландский центр              | 2007 — 2011             |
| Министр связи и инфраструктуры                 | Рунар Карлссон Вероника Тернрус |      | Аландский центр              | 2007 — 2009 2009 — 2011 |